# Mirabueno (kommunhuvudort)
Mirabueno är en kommunhuvudort i Spanien.   Den ligger i provinsen Provincia de Guadalajara och regionen Kastilien-La Mancha, i den centrala delen av landet, 100 km nordost om huvudstaden Madrid. Mirabueno ligger 1 068 meter över havet och antalet invånare är 106.
Terrängen runt Mirabueno är platt åt sydost, men åt nordväst är den kuperad. Runt Mirabueno är det mycket glesbefolkat, med 2 invånare per kvadratkilometer. Närmaste större samhälle är Sigüenza, 15,4 km norr om Mirabueno. Trakten runt Mirabueno består till största delen av jordbruksmark.